# Noria Sector Veintitrés
Noria Sector Veintitrés är en ort i Mexiko.   Den ligger i kommunen Gómez Palacio och delstaten Durango, i den centrala delen av landet, 800 km nordväst om huvudstaden Mexico City. Noria Sector Veintitrés ligger 1 119 meter över havet och antalet invånare är 142.
Terrängen runt Noria Sector Veintitrés är mycket platt. Runt Noria Sector Veintitrés är det tätbefolkat, med 411 invånare per kvadratkilometer. Närmaste större samhälle är Torreón, 17,2 km söder om Noria Sector Veintitrés. Trakten runt Noria Sector Veintitrés består till största delen av jordbruksmark.